# Cihideunghilir
Cihideunghilir is een bestuurslaag in het regentschap Kuningan van de provincie West-Java, Indonesië. Cihideunghilir telt 6914 inwoners (volkstelling 2010).